# Edmund Knorr
Edmund Knorr (* 11. Oktober 1885 in Ratheim; † 9. Januar 1979 in Erkelenz) war ein deutscher Lehrer, Heimatpfleger, Naturschützer, Jäger und Ornithologe. 

## Leben
Edmund Knorr war von 1905 bis 1952 als Volksschullehrer tätig, ab 1908 wirkte er in Erkelenz, wo er  1932 zum Rektor der katholischen Volksschule ernannt wurde.
Einen Namen machte er sich vor allem mit seinem ehrenamtlichen Einsatz für den Naturschutz im Kreis Erkelenz: Von 1929 bis 1935 wirkte er dort als Kreiskommissar für Naturdenkmalpflege, danach von 1936 bis 1970 als Naturschutzbeauftragter des Kreises. Knorr, seit 1927 Mitglied der Deutschen Ornithologen-Gesellschaft (DO-G), war ein anerkannter Vogelkundler. Als solcher hat er sich vornehmlich mit der Avifauna des Niederrheins beschäftigt. 1967 veröffentlichte er das Buch Die Vögel des Kreises Erkelenz. Ein Beitrag zur Vogelfauna des Niederrheins. Im Vogelmuseum der NABU-Ortsgruppe Wegberg e.V., das sich einige Jahre an der Tüschenbroicher Mühle befand, wurden später Knorrs Präparate ausgestellt. Von 1956 bis 1962 war er Kreisjagdberater. 
Knorr sah Naturschutz immer auch als Teil der Heimatpflege, weshalb er sich auch auf diesem Gebiet stark engagierte. So zählte er 1948 zu den Mitbegründern des Heimatvereins Erkelenzer Lande und betätigte sich von 1950 bis 1965 als Kreisheimat- und Archivpfleger des Kreises beziehungsweise des Landkreises Erkelenz. Eine von ihm aufgebaute Dia-Sammlung zu Bodenkunde, Landschaft, Flora, Tierkunde und Kulturgeschichte der Erkelenzer Lande befindet sich heute im Kreisarchiv Heinsberg.
Das umfangreiche Wirken Edmund Knorrs ist mehrfach gewürdigt worden. So verlieh ihm der Bundespräsident 1960 das Bundesverdienstkreuz am Bande und 1965 das Bundesverdienstkreuz 1. Klasse. Im gleichen Jahr wurde er Ehrenmitglied der Gesellschaft Rheinischer Ornithologen, Ehrenmitglied des Heimatvereins der Erkelenzer Lande und zeichnete der Verein Niederrhein ihn mit der Albert-Steeger-Plakette aus. Die Stadt Erkelenz ernannte ihn 1976 zum Ehrenbürger. Der Deutsche Jagdschutz-Verband (DJV) verlieh ihm die Silberne Verdienstmedaille.
Edmund Knorr starb am 9. Januar 1979 im Alter von 93 Jahren in Erkelenz.

## Werke
Knorr veröffentlichte zahlreiche Beiträge zu heimatkundlichen und biologischen Themen auch im Heimatkalender der Erkelenzer Lande, dessen Schriftleitung er viele Jahre angehörte, und später im Heimatkalender des Kreises Heinsberg.
- Die Vögel des Kreises Erkelenz. Ein Beitrag zur Vogelfauna des Niederrheins, Schriftenreihe des Landkreises Erkelenz Band 2, Neuss 1967